# پاس ده لا کاسا
پاس ده لا کاسا (به لاتین: El Pas de la Casa) یک شهرک و پیست اسکی در آندورا با جمعیت ۲٬۹۹۶ نفر است که در انکمپ واقع شده‌است.